# Māndal (ort i Indien, Rajasthan)
Māndal är en ort i Indien.   Den ligger i distriktet Bhīlwāra och delstaten Rajasthan, i den centrala delen av landet, 400 km sydväst om huvudstaden New Delhi. Māndal ligger 437 meter över havet och antalet invånare är 23 478.
Terrängen runt Māndal är platt. Runt Māndal är det tätbefolkat, med 493 invånare per kvadratkilometer. Närmaste större samhälle är Bhilwara, 12,6 km sydost om Māndal. Trakten runt Māndal består i huvudsak av gräsmarker.